# Operación módulo
En informática, la operación módulo (a veces llamada residuo) obtiene el resto de la división de un número entre otro.
Dados dos números positivos a (el dividendo) y n (el divisor), a módulo n (abreviado como a mod n) es el resto de la división euclídea de a entre n. Por ejemplo, la expresión "5 mod 2" se evaluaría como 1 porque 5 dividido entre 2 tiene un cociente de 2 con un resto de 1, mientras que "9 mod 3" se evaluaría como 0 porque la división de 9 entre 3 tiene un cociente de 3 con un resto de 0. Se le llama mod al resultado continuo de una suma, resta o división de algún problema de un algoritmo.